# Liste der deutschen Bundesländer nach Verschuldung
Die Liste der deutschen Bundesländer nach Verschuldung sortiert die 16 Bundesländer der Bundesrepublik Deutschland nach ihrem Verschuldungsgrad. Angegeben sind Schulden, Schulden pro Kopf und der Anteil der Schulden an der gesamten Wirtschaftsleistung des Bundeslandes.

## Schulden des öffentlichen Gesamthaushaltes beim nicht-öffentlichen Bereich seit 2019
Die Stadtstaaten Berlin, Bremen und Hamburg nehmen neben ihren Aufgaben als Bundesland auch die wahr, die in Flächenländern durch Kommunen oder Kommunalverbände erfüllt werden. Deren Schulden sind hier nicht einberechnet.
Die jeweils höchsten und niedrigsten Werte sind hervorgehoben. Der Rangplatz bezieht sich auf den jeweils letzten Eintrag der pro-Kopf-Verschuldung.
| Datum          | BW                                 | BW                                 | BY                                 | BY                                 | BE                                 | BE                                 | BB                                    | BB                                    | HB                                    | HB                                    | HH                                    | HH                                    | HE                                         | HE                                         | MV                                         | MV                                         | NI                                         | NI                                         | NW                                                        | NW                                                        | RP                                                        | RP                                                        | SL                                                        | SL                                                        | SN                                                        | SN                                                        | ST                                                        | ST                                                        | SH                                 | SH                                 | TH                                 | TH                                 |
| Datum          | Ges.                               | V. in %                            | Ges.                               | V. in %                            | Ges.                               | V. in %                            | Ges.                                  | V. in %                               | Ges.                                  | V. in %                               | Ges.                                  | V. in %                               | Ges.                                       | V. in %                                    | Ges.                                       | V. in %                                    | Ges.                                       | V. in %                                    | Ges.                                                      | V. in %                                                   | Ges.                                                      | V. in %                                                   | Ges.                                                      | V. in %                                                   | Ges.                                                      | V. in %                                                   | Ges.                                                      | V. in %                                                   | Ges.                               | V. in %                            | Ges.                               | V. in %                            |
| Datum          | je EW                              | V. in %                            | je EW                              | V. in %                            | je EW                              | V. in %                            | je Ew                                 | V. in %                               | je EW                                 | V. in %                               | je EW                                 | V. in %                               | je EW                                      | V. in %                                    | je EW                                      | V. in %                                    | je EW                                      | V. in %                                    | je EW                                                     | V. in %                                                   | je EW                                                     | V. in %                                                   | je EW                                                     | V. in %                                                   | je EW                                                     | V. in %                                                   | je EW                                                     | V. in %                                                   | je EW                              | V. in %                            | je EW                              | V. in %                            |
| Rang           | 3                                  | 3                                  | 2                                  | 2                                  | 14                                 | 14                                 | 7                                     | 7                                     | 16                                    | 16                                    | 15                                    | 15                                    | 5                                          | 5                                          | 4                                          | 4                                          | 9                                          | 9                                          | 11                                                        | 11                                                        | 8                                                         | 8                                                         | 13                                                        | 13                                                        | 1                                                         | 1                                                         | 10                                                        | 10                                                        | 12                                 | 12                                 | 6                                  | 6                                  |
| -------------- | ---------------------------------- | ---------------------------------- | ---------------------------------- | ---------------------------------- | ---------------------------------- | ---------------------------------- | ------------------------------------- | ------------------------------------- | ------------------------------------- | ------------------------------------- | ------------------------------------- | ------------------------------------- | ------------------------------------------ | ------------------------------------------ | ------------------------------------------ | ------------------------------------------ | ------------------------------------------ | ------------------------------------------ | --------------------------------------------------------- | --------------------------------------------------------- | --------------------------------------------------------- | --------------------------------------------------------- | --------------------------------------------------------- | --------------------------------------------------------- | --------------------------------------------------------- | --------------------------------------------------------- | --------------------------------------------------------- | --------------------------------------------------------- | ---------------------------------- | ---------------------------------- | ---------------------------------- | ---------------------------------- |
| Erstes HJ 2023 | 41.400                             | −4,4 %                             | 15.600                             | −17,9 %                            | 63.900                             |                                    | 19.500                                |                                       | 22.300                                |                                       | 33.500                                |                                       | 38.200                                     | −4,7 %                                     | 7.300                                      |                                            | 62.200                                     |                                            | 178.500                                                   | −0,3 %                                                    | 26.900                                                    |                                                           | 13.100                                                    |                                                           | 5.700                                                     |                                                           | 23.200                                                    |                                                           | 31.000                             |                                    | 15.400                             |                                    |
| 2022           | 43.300                             | −7,0                               | 18.993                             | −4,5                               | 61.702                             | −0,4                               | 18.459                                | −2,6                                  | 22.599                                | −37,6                                 | 33.200                                | −6,0                                  | 40.072                                     | −9,0                                       | 8.294                                      | −2,7                                       | 62.590                                     | −3,0                                       | 179.000                                                   | −1,3                                                      | 27.980                                                    | −1,9                                                      | 13.509                                                    | −7,2                                                      | 5.517                                                     | −12,2                                                     | 22.924                                                    | 4,7                                                       | 32.958                             | −0,7                               | 15.676                             | −4,1                               |
| 2021           | 47.050                             | −2,1                               | 19.895                             | +11,5                              | 61.948                             | +3,7                               | 18.995                                | +2,1                                  | 36.199                                | −7,9                                  | 35.267                                | −0,4                                  | 44.048                                     | −4,0                                       | 8.524                                      | +0,9                                       | 64.498                                     | −0,7                                       | 180.895                                                   | +1,3                                                      | 28.520                                                    | −7,6                                                      | 14.559                                                    | +0,3                                                      | 6.287                                                     | +24,4                                                     | 21.901                                                    | +3,2                                                      | 33.204                             | +3,8                               | 16.351                             | +4,5                               |
| 2021           | n. b.                              | −2,1                               | n. b.                              | +11,5                              | n. b.                              | +3,7                               | n. b.                                 | +2,1                                  | n. b.                                 | −7,9                                  | n. b.                                 | −0,4                                  | n. b.                                      | −4,0                                       | n. b.                                      | +0,9                                       | n. b.                                      | −0,7                                       | n. b.                                                     | +1,3                                                      | n. b.                                                     | −7,6                                                      | n. b.                                                     | +0,3                                                      | n. b.                                                     | +24,4                                                     | n. b.                                                     | +3,2                                                      | n. b.                              | +3,8                               | n. b.                              | +4,5                               |
| 2020           | 48.080                             | +8,3                               | 17.839                             | +38,0                              | 59.723                             | +10,7                              | 18.602                                | +11,8                                 | 39.293                                | +31                                   | 35.393                                | +5,1                                  | 45.882                                     | +13,4                                      | 8.445                                      | +12,0                                      | 64.949                                     | +11,7                                      | 178.552                                                   | +4,9                                                      | 30.852                                                    | +3,4                                                      | 14.514                                                    | +5,0                                                      | 5.053                                                     | +344                                                      | 21.211                                                    | +1,6                                                      | 31.974                             | +3,9                               | 15.650                             | +7,3                               |
| 2020           | 4.331                              | +8,3                               | 1.359                              | +38,0                              | 16.307                             | +10,7                              | 7.368                                 | +11,8                                 | 57.823                                | +31                                   | 19.181                                | +5,1                                  | 7.296                                      | +13,4                                      | 5.247                                      | +12,0                                      | 8.123                                      | +11,7                                      | 9.957                                                     | +4,9                                                      | 7.539                                                     | +3,4                                                      | 14.737                                                    | +5,0                                                      | 1.244                                                     | +344                                                      | 9.705                                                     | +1,6                                                      | 11.002                             | +3,9                               | 7.363                              | +7,3                               |
| 2019           | 44.382                             | -                                  | 12.926                             | -                                  | 53.959                             | -                                  | 16.644                                | -                                     | 30.006                                | -                                     | 33.691                                | -                                     | 40.475                                     | -                                          | 7.541                                      | -                                          | 58.166                                     | -                                          | 170.187                                                   | -                                                         | 29.833                                                    | -                                                         | 13.825                                                    | -                                                         | 1.138                                                     | -                                                         | 20.894                                                    | -                                                         | 30.764                             | -                                  | 14.580                             | -                                  |
| 2019           | -                                  | -                                  | -                                  | -                                  | -                                  | -                                  | -                                     | -                                     | -                                     | -                                     | -                                     | -                                     | -                                          | -                                          | -                                          | -                                          | -                                          | -                                          | -                                                         | -                                                         | -                                                         | -                                                         | -                                                         | -                                                         | -                                                         | -                                                         | -                                                         | -                                                         | -                                  | -                                  | -                                  | -                                  |
| Legende        | Ges. = Gesamtschulden in Mio. Euro | Ges. = Gesamtschulden in Mio. Euro | Ges. = Gesamtschulden in Mio. Euro | Ges. = Gesamtschulden in Mio. Euro | Ges. = Gesamtschulden in Mio. Euro | Ges. = Gesamtschulden in Mio. Euro | je EW = pro-Kopf-Verschuldung in Euro | je EW = pro-Kopf-Verschuldung in Euro | je EW = pro-Kopf-Verschuldung in Euro | je EW = pro-Kopf-Verschuldung in Euro | je EW = pro-Kopf-Verschuldung in Euro | je EW = pro-Kopf-Verschuldung in Euro | V. = Veränderung zum Vorjahr (31.12.) in % | V. = Veränderung zum Vorjahr (31.12.) in % | V. = Veränderung zum Vorjahr (31.12.) in % | V. = Veränderung zum Vorjahr (31.12.) in % | V. = Veränderung zum Vorjahr (31.12.) in % | V. = Veränderung zum Vorjahr (31.12.) in % | vorl. = vorläufige Werte / alle weiteren Jahre zum 31.12. | vorl. = vorläufige Werte / alle weiteren Jahre zum 31.12. | vorl. = vorläufige Werte / alle weiteren Jahre zum 31.12. | vorl. = vorläufige Werte / alle weiteren Jahre zum 31.12. | vorl. = vorläufige Werte / alle weiteren Jahre zum 31.12. | vorl. = vorläufige Werte / alle weiteren Jahre zum 31.12. | vorl. = vorläufige Werte / alle weiteren Jahre zum 31.12. | vorl. = vorläufige Werte / alle weiteren Jahre zum 31.12. | vorl. = vorläufige Werte / alle weiteren Jahre zum 31.12. | vorl. = vorläufige Werte / alle weiteren Jahre zum 31.12. | n. b. = nicht bekanntgegeben       | n. b. = nicht bekanntgegeben       | n. b. = nicht bekanntgegeben       | n. b. = nicht bekanntgegeben       |
| Quelle         | Statistisches Bundesamt (DESTATIS) | Statistisches Bundesamt (DESTATIS) | Statistisches Bundesamt (DESTATIS) | Statistisches Bundesamt (DESTATIS) | Statistisches Bundesamt (DESTATIS) | Statistisches Bundesamt (DESTATIS) | Statistisches Bundesamt (DESTATIS)    | Statistisches Bundesamt (DESTATIS)    | Statistisches Bundesamt (DESTATIS)    | Statistisches Bundesamt (DESTATIS)    | Statistisches Bundesamt (DESTATIS)    | Statistisches Bundesamt (DESTATIS)    | Statistisches Bundesamt (DESTATIS)         | Statistisches Bundesamt (DESTATIS)         | Statistisches Bundesamt (DESTATIS)         | Statistisches Bundesamt (DESTATIS)         | Statistisches Bundesamt (DESTATIS)         | Statistisches Bundesamt (DESTATIS)         | Statistisches Bundesamt (DESTATIS)                        | Statistisches Bundesamt (DESTATIS)                        | Statistisches Bundesamt (DESTATIS)                        | Statistisches Bundesamt (DESTATIS)                        | Statistisches Bundesamt (DESTATIS)                        | Statistisches Bundesamt (DESTATIS)                        | Statistisches Bundesamt (DESTATIS)                        | Statistisches Bundesamt (DESTATIS)                        | Statistisches Bundesamt (DESTATIS)                        | Statistisches Bundesamt (DESTATIS)                        | Statistisches Bundesamt (DESTATIS) | Statistisches Bundesamt (DESTATIS) | Statistisches Bundesamt (DESTATIS) | Statistisches Bundesamt (DESTATIS) |

## Bundesländer nach Verschuldungsgrad 1. HJ 2023
Alle Daten stammen von Destatis und gelten für das Jahr 1. HJ 2023.
| Bundesland             | Schulden in Mrd. € | Schulden p Kopf in Tausend € | Schulden in % des BIP |
| ---------------------- | ------------------ | ---------------------------- | --------------------- |
| Baden-Württemberg      | 41,4               | 3,7                          | 7,2 %                 |
| Bayern                 | 15,6               | 1,2                          | 2,2 %                 |
| Berlin                 | 63,9               | 17                           | 35,5 %                |
| Brandenburg            | 19,5               | 7,6                          | 22 %                  |
| Bremen                 | 22,3               | 32,8                         | 57,8 %                |
| Hamburg                | 33,5               | 17,7                         | 23,3 %                |
| Hessen                 | 38,2               | 5,9                          | 11,8 %                |
| Mecklenburg-Vorpommern | 7,3                | 4,5                          | 13,7 %                |
| Niedersachsen          | 62,2               | 7,6                          | 18,3 %                |
| Nordrhein-Westfalen    | 178,5              | 9,8                          | 22,4 %                |
| Rheinland-Pfalz        | 26,9               | 6,5                          | 15,7 %                |
| Saarland               | 13,1               | 14,4                         | 34 %                  |
| Sachsen                | 5,7                | 1,4                          | 3,9 %                 |
| Sachsen-Anhalt         | 23,2               | 10,6                         | 30,5 %                |
| Schleswig-Holstein     | 31                 | 10,5                         | 27 %                  |
| Thüringen              | 15,4               | 7,3                          | 21,6 %                |
| Alle Länder            | 597,7              | 7,1                          | 15,5 %                |

## Entwicklung der Verschuldung seit 2007
Beachte hierbei, dass es sich um absolute Zahlen handelt und diese nichts darüber aussagen, ob die Verschuldung im Verhältnis zur Wirtschaftskraft gestiegen oder gesunken ist.
| Bundesland             | Schulden in Mil. € (2007) | Schulden in Mrd. € (1. HJ 2023) | Änderung in % |
| ---------------------- | ------------------------- | ------------------------------- | ------------- |
| Baden-Württemberg      | 41.709,9                  | 41,4                            | −0,7 %        |
| Bayern                 | 22.765,7                  | 15,6                            | −31,5 %       |
| Berlin                 | 56.644,9                  | 63,9                            | +12,8 %       |
| Brandenburg            | 17.280,0                  | 19,5                            | +12,7 %       |
| Bremen                 | 14.304,5                  | 22,3                            | +55,9 %       |
| Hamburg                | 21.619,5                  | 33,5                            | +55 %         |
| Hessen                 | 29.968,8                  | 38,2                            | +27,5 %       |
| Mecklenburg-Vorpommern | 10.073,5                  | 7,3                             | −27,5 %       |
| Niedersachsen          | 49.444,7                  | 62,2                            | +25,8 %       |
| Nordrhein-Westfalen    | 114.091,3                 | 178,5                           | +56,4 %       |
| Rheinland-Pfalz        | 25.702,5                  | 26,9                            | +4,7 %        |
| Saarland               | 9.142,8                   | 13,1                            | +43,4 %       |
| Sachsen                | 11.064,0                  | 5,7                             | −48,4 %       |
| Sachsen-Anhalt         | 20.081,9                  | 23,2                            | +15,4 %       |
| Schleswig-Holstein     | 22.029,5                  | 31                              | +41,1 %       |
| Thüringen              | 15.704,5                  | 15,4                            | −1,9 %        |
| Alle Länder            | 481.628,0                 | 597,7                           | +24,1 %       |